# Brasilândia (Mato Grosso del Sur)
Brasilândia es un municipio brasileño del estado de Mato Grosso del Sur. Se localiza a una latitud de 21º15'21" sur y a una longitud de 52º02'13" oeste, estando a una altitud de 343 metros. Su población aproximada en 2004 era de 12 780 de habitantes. Tiene una área de 5821,45 km².
- Datos: Q1805829
- Multimedia: Brasilândia / Q1805829